# Hyperodapedon
Genre
Espèces de rang inférieur
- † H. gordoni  Huxley, 1859 (espèce type)
- † H. huenei  Langer & Schultz, 2000
- † H. huxleyi  Lydekker, 1881
- † H. mariensis  (Tupi-Caldas, 1933)
- † H. sanjuanensis  (Sill, 1970) Langer & Schultz, 2000

Synonymes
Au niveau genre :

- † Cephalonia Huene, 1942 (nomen dubium)
- † Scaphonyx Woodward, 1907 (nomen dubium)
- † Stenometopon Boulenger, 1903
- † Macrocephalosaurus Tupi-Caldas, 1933
- † Paradapedon Huene, 1938

Au niveau espèce :

- † Cephalonia lotziana Huene, 1942 (nomen dubium)
- † Scaphonyx africanus Boonstra, 1953 (nomen dubium)
- † S. australis Huene, 1926 (nomen dubium)
- † S. fischeri Woodward, 1907 (nomen dubium)
- † S. sanjuanensis Sill, 1970
- † Macrocephalosaurus mariensis Tupi-Caldas, 1933
- † Paradapedon huxleyi (Lydekker, 1881)
- † Stenometopon taylori Boulenger, 1903

Hyperodapedon est un  genre éteint de reptiles de l'ordre des rhynchosauriens. Il a vécu au Trias supérieur (Carnien). Le nom de Paradapedon a été créé pour l'espèce indienne H. huxleyi (Lydekker, 1881).
Hyperodapedon est connu par plusieurs espèces qui ont été trouvées dans de nombreuses régions du monde, car au Trias les continents étant reliés entre eux pour former le supercontinent Pangée. Des fossiles des différentes espèces ont été identifiés en Argentine, au Brésil, en Inde, en Écosse, au Canada, aux États-Unis dans le Wyoming. Il a été chassé par de nombreux prédateurs, comme Saurosuchus et Prestosuchus.

## Description
Hyperodapedon était solidement bâti, trapu, mesurant autour de 1,3 mètre de longueur. En plus de son bec, il avait plusieurs rangées de fortes dents de chaque côté de la mâchoire supérieure et une seule rangée de chaque côté de la mâchoire inférieure, lui permettant d'avoir une importante puissance de coupe quand il mangeait. On pense qu'il était herbivore, se nourrissant principalement de fougères et qu'il est mort quand ces plantes ont disparu à la fin du Trias.
Cladogramme basé sur Langer et al. (2000) :

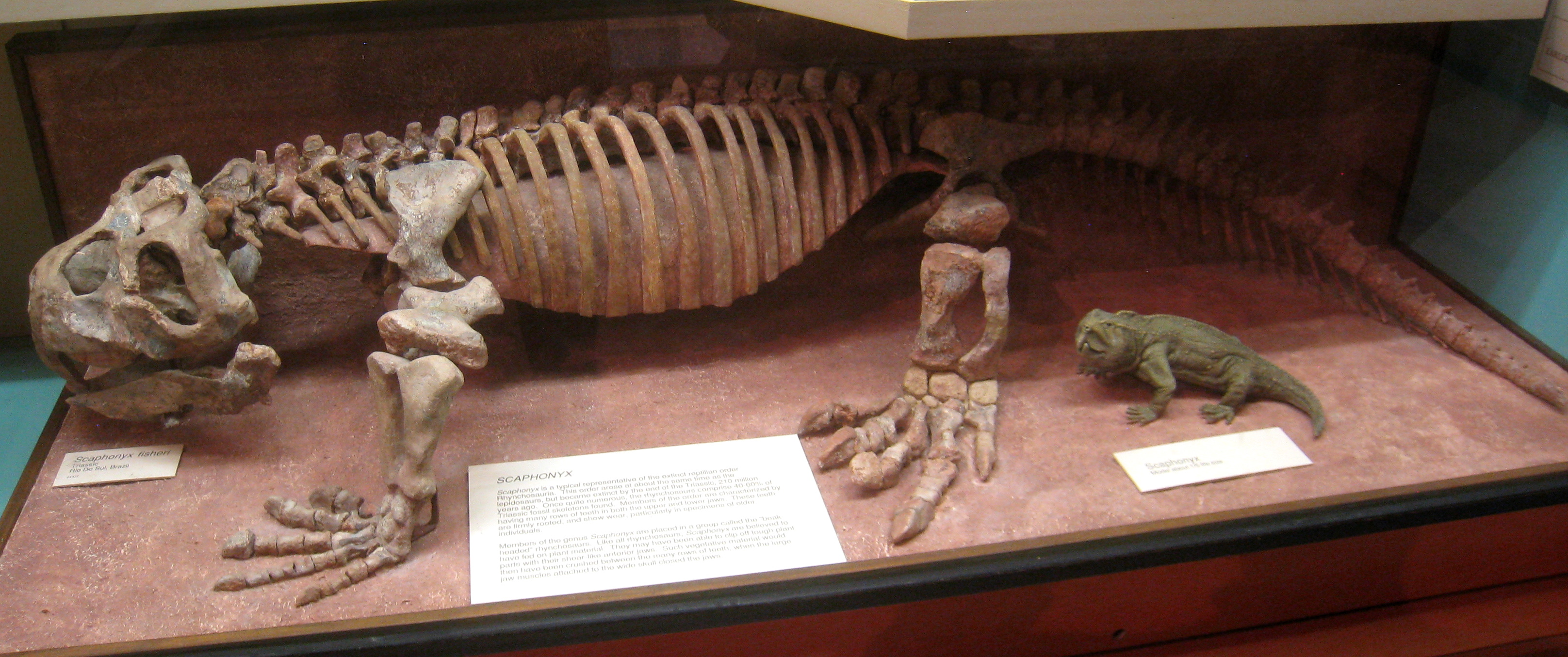
Squelette.

|  | H. mariensis                                              |
|  |                                                           |
|  | H. sanjuanensis                                           |
|  |                                                           |
|  | \| \| H. gordoni \| \| \| \| \| \| H. huxleyi \| \| \| \| |
|  |                                                           |
|  | H. gordoni                                                |
|  |                                                           |
|  | H. huxleyi                                                |
|  |                                                           |

|  | H. gordoni |
|  |            |
|  | H. huxleyi |
|  |            |

|  | H. mariensis                                              |
|  |                                                           |
|  | H. sanjuanensis                                           |
|  |                                                           |
|  | \| \| H. gordoni \| \| \| \| \| \| H. huxleyi \| \| \| \| |
|  |                                                           |
|  | H. gordoni                                                |
|  |                                                           |
|  | H. huxleyi                                                |
|  |                                                           |

|  | H. gordoni |
|  |            |
|  | H. huxleyi |
|  |            |

|  | H. mariensis                                              |
|  |                                                           |
|  | H. sanjuanensis                                           |
|  |                                                           |
|  | \| \| H. gordoni \| \| \| \| \| \| H. huxleyi \| \| \| \| |
|  |                                                           |
|  | H. gordoni                                                |
|  |                                                           |
|  | H. huxleyi                                                |
|  |                                                           |

|  | H. gordoni |
|  |            |
|  | H. huxleyi |
|  |            |

|  | H. mariensis                                              |
|  |                                                           |
|  | H. sanjuanensis                                           |
|  |                                                           |
|  | \| \| H. gordoni \| \| \| \| \| \| H. huxleyi \| \| \| \| |
|  |                                                           |
|  | H. gordoni                                                |
|  |                                                           |
|  | H. huxleyi                                                |
|  |                                                           |

|  | H. gordoni |
|  |            |
|  | H. huxleyi |
|  |            |